# Płotycza
Płotycza (ukr. Плотича) – wieś na Ukrainie w rejonie tarnopolskim obwodu tarnopolskiego. 
We wsi był pałac wybudowany po 1850 r. przez rodzinę Cywińskich. Obiekt został zniszczony w latach 1914-1918.
W czasie okupacji niemieckiej mieszkająca tutaj polska rodzina Sobolewskich udzielała pomocy Żydom. W 1989 roku Instytut Jad Waszem uhonorował za to tytułami Sprawiedliwych wśród Narodów Świata Teofila i Genowefę Sobolewskich oraz ich syna Leona.